# Van Imhoff

Van Imhoff is een uit Gundremmingen afkomstig geslacht waarvan leden sinds 1814 tot de Nederlandse adel behoren.

## Geschiedenis

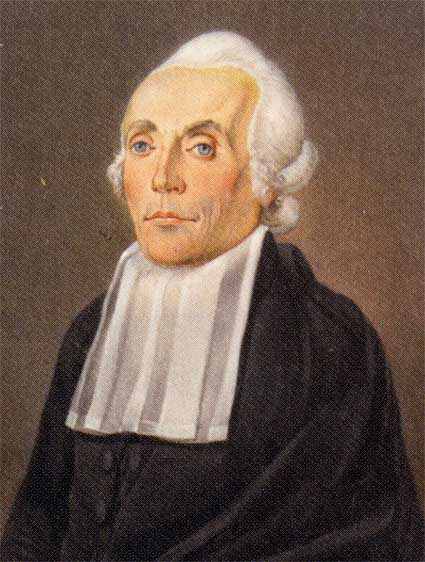
Gustaaf Willem baron van Imhoff (1767-1830)

De stamreeks begint met Hans Im Hoff, heer van Gundremmingen die vermeld wordt in 1292 en in 1341 stierf. Een nazaat, Wilhelm Heinrich von Imhoff (1665-1725) werd in 1697 verheven tot des H.R.Rijksvrijheer en trouwde met een lid van de Amsterdamse familie Boreel. Hun zoon Gustaaf Willem van Imhoff (1705-1750) werd Gouverneur-generaal van Nederlands-Indië; hij liet bij testament van 1749 zijn kinderen wettigen, die hij verwekt had bij de slavin, later genaamd Helena Pieters (met wie hij niet wettig getrouwd geweest is); dit werd door de Staten-Generaal in 1757 bekrachtigd. Een van die kinderen was Jan Willem des H.R.Rijksvrijheer van Imhoff (1747-1791). Een zoon van die laatste, mr. Gustaaf Willem van Imhoff (1767-1830), werd bij Souverein Besluit van 28 augustus 1814 net als zijn zoon benoemd in de ridderschap van Groningen waarmee zij en hun nageslacht tot de Nederlandse adel gingen behoren; in 1822 werd voor de vader de titel van baron (op allen) gehomologeerd.
Een nazaat van het geslacht werd in 1815 opgenomen in de Beierse adel; diens zonen verkregen in 1871 de titel van Baron.

## Enkele telgen
Gustaaf Willem des H.R.Rijksvrijheer van Imhoff (1705-1750), gouverneur-generaal van Nederlands-Indië
- Jan Willem des H.R.Rijksvrijheer van Imhoff (1747-1791), officier in Statendienst, laatstelijk kolonel
  - Mr. Gustaaf Willem baron van Imhoff (1767-1830), onder andere gouverneur van Groningen
    - Mr. Gustaaf Willem Hendrik baron van Imhoff (1801-1890), onder andere burgemeester van Groningen
      - Mr. Arend Willem baron van Imhoff (1848-1940), griffier van de arrondissementsrechtbank te Assen
        - Mr. Gustaaf Willem Hendrik baron van Imhoff (1876-1936), bankdirecteur, kamerheer i.b.d. van koningin Wilhelmina
          - Gustaaf Willem Hendrik baron van Imhoff (1916-1990), hoofd personeelszaken van een bedrijf
            - Arend Willem baron van Imhoff (1952), boomkweker in Canada, later mede-eigenaar van een gemengd landbouwbedrijf en zorgboerderij in Hulshorst
              - Saskia Noor barones van Imhoff (1982), kunstenares